# The Edge
David Howell Evans OL (Londres, 8 de agosto de 1961) mais conhecido por seu nome artístico The Edge (ou apenas Edge), é um músico, cantor e compositor britânico-irlandês. É mais conhecido como guitarrista, backing vocal e tecladista da banda  de rock irlandesa U2. Em 2003, foi considerado o 38.º melhor guitarrista de todos os tempos pela revista norte-americana Rolling Stone.

## Biografia
David Howell Evans nasceu na maternidade do hospital da cidade de Barking, Essex, Inglaterra, de pais galeses Garvin e Gwenda Evans. Têm mais dois irmãos, Gil Evans, a irmã mais nova, e Dick Evans, o irmão mais velho (Ex-integrante do "Feedback", posteriormente mudando o nome da banda para U2).
Quando Edge completou um ano de idade, a família se mudou para Country Dublin, na Irlanda, onde cursou na "Escola Nacional de Andrew". Recebeu aulas de piano e violão, e muitas vezes, realizada com seu irmão Dik Evans. Com isso, os dois acabaram a responder por um anuncio feito por Larry Mullen Jr. (hoje em dia, baterista da banda) na escola "Mount Temple Comprehensive School", procurando músicos para formar uma banda. Mais tarde, Dik Evans deixa o grupo (antes da banda emergir em março de 1978). U2 começou a se apresentar em vários locais na Irlanda e finalmente começou a desenvolver  canções. Seu primeiro álbum, Boy , foi lançado 20 de outubro de 1980.
No ano seguinte, já abrindo caminho para a turnê October Tour, Edge chegou perto de deixar o U2 por motivos religiosos, porém, foi persuadido a ficar. Durante esse período, ele se envolveu com um grupo chamado "Shalom Tigres", em que colegas de banda, Bono e Larry Mullen Jr, também estavam envolvidos. Pouco depois de tomar a decisão de que ainda continuaria na banda, escreveu uma peça musical que posteriormente tornou-se a canção que é das mais conhecidas, "Sunday Bloody Sunday". The Edge casou com sua namorada de colegial Aislinn O'Sullivan em 12 de julho de 1983. O casal teve três filhas juntos: Hollie em 1984, em 1985, Arran e Blue Angel, em 1989. O casal se separou em 1990, mas foram incapazes de chegar oficialmente do divórcio por causa da legislação irlandesa em matéria de anulação matrimonial. Entretanto, divórcio foi legalizado em 1995 e o casal estavam legalmente divorciados em 1996.
Durante a Zoo TV Tour, The Edge começou a marcar a data de casamento com Morleigh Steinberg, uma dançarina e coreógrafa profissional empregado pela banda como uma dançarina do ventre para performances ao vivo da turnê. O casal começou a namorar em 1993, e teve sua filha, Sian, em 1997, e um filho, Levi, (25 de outubro de 1999). Eles se casaram em 22 de junho de 2002.
A 21 de Abril de 2005 foi feito Oficial da Ordem da Liberdade de Portugal.
Ele apareceu no documentário de música 2009 It Might Get Loud.
The Edge tornou-se em 30 de abril de 2016 na primeira estrela do rock a atuar na Capela Sistina, no Vaticano. O músico atuou para uma plateia de cerca de 200 pessoas, que incluía médicos, investigadores e filantropos, que participavam numa conferência sobre medicina regenerativa.

## Estilos
"Notas realmente significam alguma coisa. Tem o poder. Penso em notas como sendo caro. Você não pode simplesmente jogá-los ao redor. Acho que os que fazem o melhor trabalho e é isso que eu uso. Acho que sou um minimalista instintivamente. Eu não gosto de ser ineficiente se eu puder fugir com ela. Como no final de "With or Without You". Meu instinto foi de ir com uma coisa muito simples. Todo mundo disse: 'Não, você pode fazer isso'. Eu ganhei o argumento e eu ainda acho que é tipo de coragem, porque o fim de "With or Without You" poderia ter sido muito maior, muito mais de um clímax, mas não há esse poder a ele que acho que é ainda mais potente porque é retida ... finalmente eu estou interessado em música. Eu sou um músico. Eu não sou um pistoleiro. Essa é a diferença entre o que eu faço e que muitos dos heróis da guitarra fazem."

— The Edge, em 1991.

### Guitarra
Como guitarrista, The Edge é reconhecido como dono de um dos timbres limpos mais característicos, marcações rítmicas com efeitos e frases melódicas em suas músicas, junto ao uso de diversos modelos de guitarra em um único show.
Em 1987, The Joshua Tree é provavelmente o melhor exemplo de "som do U2", como as canções "With or Without You" e "Where the Streets Have No Name",  sendo essas duas, as que tiveram mais críticas positivas.

Eu gosto de um bom som tocando na guitarra, e a maioria dos meus acordes que eu encontrar em duas cordas e torná-los a tocar a mesma nota, por isso é quase como um som de 12 cordas. Então, para EI, pôde jogar um B, E, E e B e torná-lo a tocar. Ele funciona muito bem com o Gibson Explorer. É engraçado porque no final de graves do Explorer, foi tão terrível que eu costumava ficar longe das cordas de baixo, e um monte de cordas que joguei foram triplamente, nos quatro primeiros, ou até mesmo três cordas. Descobri que através da utilização desta área uma das "fretboard" eu estava desenvolvendo uma maneira muito estilizada de fazer algo que alguém iria jogar de forma normal.

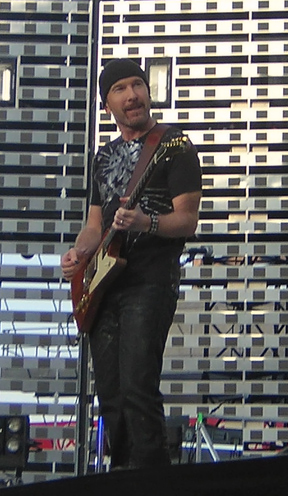
The Edge em junho de 2005.

Sua primeira guitarra foi uma guitarra acústica velha, que sua mãe comprou-lhe um mercado de pulgas no local por apenas algumas libras, ele tinha nove anos na época. Seu irmão Dik Evans e ele experimentou. Ele disse que, em 1982, dessa experiência inicial, "Eu suponho que o primeiro elo da cadeia foi uma visita à confusão da venda local, onde eu comprei uma guitarra. Esse foi meu primeiro instrumento. Era um violão, eu e meu irmão mais velho Dik ambos jogaram, "plonking", tudo coisas muito rudimentares, acordes abertos e tudo isso."
The Edge afirmou que muitas das peças de sua guitarra são baseadas em torno efeitos de guitarra. Isto é especialmente verdadeiro a partir da época do Achtung Baby, embora muito da banda de 1980, o material fizeram uso pesado de ecos.

### Influências
Em 1987, quando perguntado se o guitarrista Jimi Hendrix era uma de suas principais influências, The Edge disse: "Minhas referências são muito mais do lado de Tom Verlaine (de Television) e John McGeoch (de Siouxsie and the Banshees)". The Edge também cita Rory Gallagher como uma "grande inspiração" para seu trabalho. Ele também mencionou Patti Smith "sua guitarra era competente, era perfeita para sua banda".
A influência de The Edge como guitarrista pode ser ouvida por atos como Radiohead, Muse, Coldplay e outras bandas da cena alternativa.

### Voz
Edge também fornece o vocal de apoio para o U2. Em 1983, álbum ao vivo do U2 e lançamento do vídeo, Under a Blood Red Sky, e Live at Red Rocks: Under a Blood Red Sky são bons pontos de referência para o seu canto (como são os DVDs ao vivo da turnê Elevation Tour, U2 Go Home: Live from Slane Castle e Elevation 2001: Live from Boston).
The Edge canta a canção "Van Diemen's Land" e "Numb", a primeira metade de "Seconds". Faz um duplo vocal com Bono em "Discothèque", uma ponte na canção "Miracle Drug" e divide os vocais com Bono na versão alternativa de "The Troubles". Seu vocal de apoio sem frequentemente um falsete, como na canção "Stuck in a Moment You Can't Get Out Of", "Sometimes You Can't Make It on Your Own", "A Man and a Woman", "The Wanderer" e versões ao vivo de "The Fly" e "Window in the Skies".
Ele também canta como vocalista ocasional nas reedições ao vivo de outras músicas (como "Sunday Bloody Sunday" durante a Popmart Tour e, "Party Girl" durante a Zoo TV Tour em Roterdã, no aniversário de Bono).
Além de seu papel regular no prazo de U2, The Edge também gravou com artistas como Johnny Cash, BB King, Tina Turner, Ronnie Wood, Jay-Z e Rihanna.

## Instrumentos

### Marcas usadas por Edge
- Gibson,
- Fender,
- Rickenbacker,
- Gretsch,
- Line 6,
- Vox

### Material usado por Edge
| - Gibson Explorer - Fender Stratocaster - Gibson Les Paul Custom The Edge doou a sua Cream Les Paul para efeitos de caridade Music Rising. - Gibson Les Paul Goldtop 57 - Gibson Les Paul Standard - Music Rising Gibson Les Paul - Gibson SG - Fender Telecaster - Fender Jaguar - Rickenbacker 330/12 - Gretsch Country Gentleman - Gretsch White Falcon - Line 6 Variax 700 Acoustic | - Epiphone Casino - Epiphone Sheraton - Epiphone Standard Music Rising - Gibson J-200 - Fernandes Decade - Fernandes Native Pro - Fernandes Retrorocket Elite - Gibson ES-175 - Gibson ES-330 - Gibson ES-335 - Gibson Sonex-180 Deluxe - Gibson Byrdland - Washburn/Taylor Acoustics - Yamaha CP70 (Keyboard)/Piano |

### Amplificadores
The Edge sempre foi visto com diversos amplificadores combo, incluindo os Vox AC30, Fender tweed (incluindo atualmente o seu modelo signature), Fender Havard,e modelos Randall também foram usados na ZooTV para distorções mais pesadas, porém desde o início o seu amplificador favorito é o Vox AC30. Segundo The Edge: "O Vox AC30 ficou a fazer parte do meu som").